# Jiangxi Air
Jiangxi Air (cinese: 江西航空) è una compagnia aerea cinese a basso costo con sede all'aeroporto Internazionale di Nanchang-Changbei. È una joint venture tra XiamenAir (60%) e il governo provinciale dello Jiangxi (40%).

## Storia
Il 13 agosto 2014, XiamenAir e il governo provinciale dello Jiangxi hanno firmato un memorandum d'intesa sulla creazione di una compagnia aerea con sede nella provincia.
Il 17 marzo 2015, la Civil Aviation Administration of China (CAAC) ha concesso a Jiangxi Air l'approvazione preliminare per iniziare le operazioni. La compagnia aerea ha ottenuto il certificato di operatore aereo l'8 dicembre.
Il 14 dicembre 2015, Jiangxi Air ha ricevuto il suo primo Boeing 737-800, da XiamenAir. La sua livrea consiste in una gru, che simboleggia la bellezza ambientale della provincia di Jiangxi; e i colori blu e bianco, che rappresentano le famose porcellane di Jingdezhen nella provincia.
Il 30 dicembre 2015 la compagnia aerea ha effettuato il suo primo volo di prova, da Nanchang a Xiamen. Ha ricevuto il certificato di operatore aereo l'8 gennaio 2016, consentendole di iniziare voli commerciali.
Jiangxi Air ha operato il suo primo volo il 29 gennaio 2016, da Nanchang a Ürümqi via Xi'an. Inizialmente ha utilizzato piloti, assistenti di volo, personale di manutenzione di XiamenAir.

## Flotta

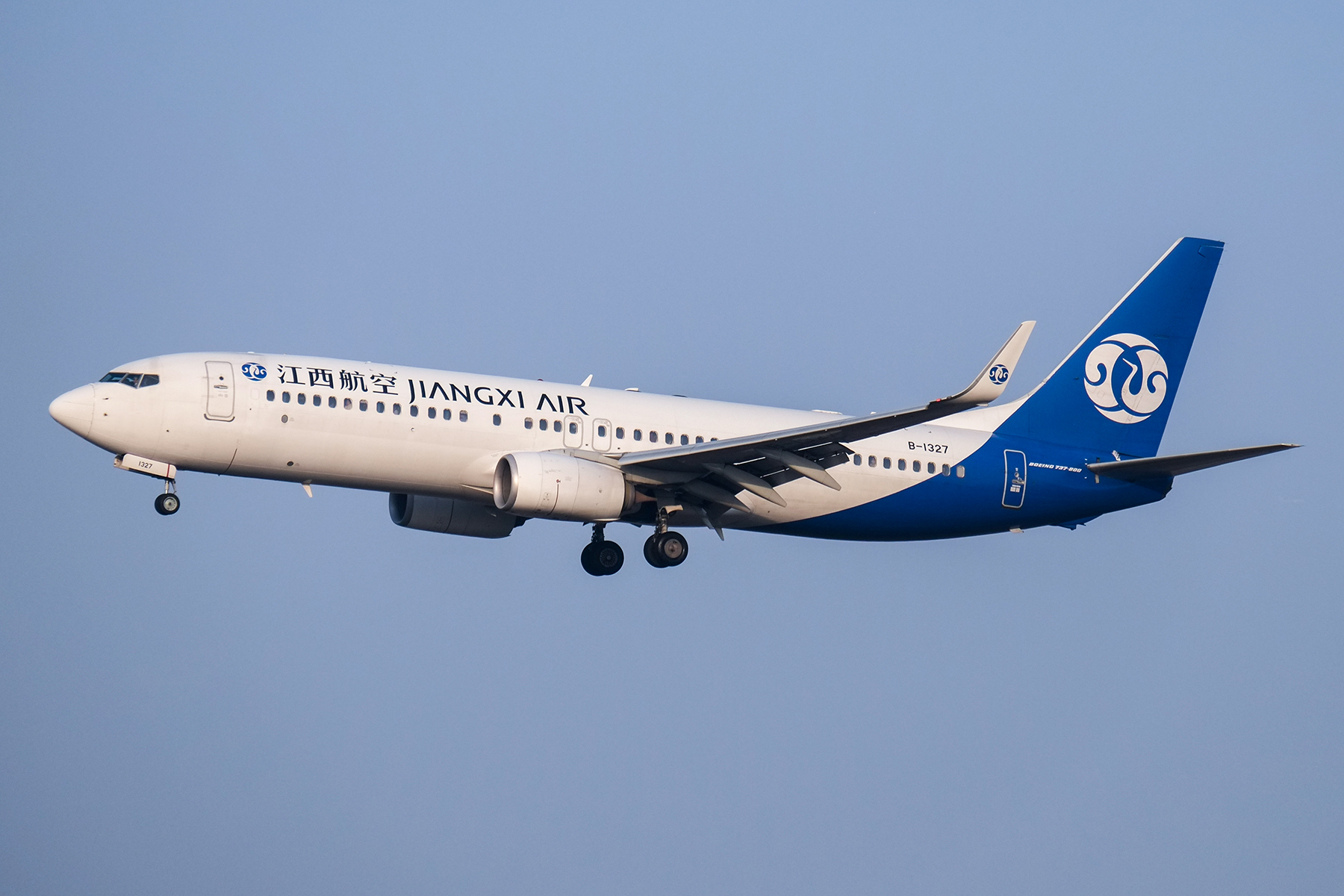
Un Boeing 737-800.

Ad aprile 2024 la flotta di Jiangxi Air è così composta: